# Patricio de la Escosura Morrogh
Patricio de la Escosura Morrogh (Oviedo, 5 de novembre de 1807 - Madrid, 1878) va ser un polític, periodista, autor dramàtic, mitògraf, crític i escriptor romàntic espanyol; germà del periodista i dramaturg Narciso de la Escosura i de l'enginyer Luis de la Escosura y Morrogh. Era cosí germà del magistrat i escriptor Francisco de la Escosura Hevia.

## Biografia
Fill del militar, escriptor, historiador i traductor ovetenc Jerónimo de la Escosura y López de Porto (1774-1855), membre de la Reial Acadèmia Espanyola i de la d'Història, i d'Ana Morrogh Wolcott, d'origen anglès. Sent encara un noi la seva família es va traslladar a Madrid. Allí va assistir al col·legi de San Mateo, fundat pel sacerdot liberal i poeta Alberto Lista, qui li va inculcar incipients ideals romàntics. En aquesta època va crear, juntament amb els seus companys i amics José de Espronceda i Ventura de la Vega, la societat secreta Los Numantinos (1823-1825) amb el propòsit de venjar la mort del liberal Rafael del Riego i derrocar el govern absolut. No obstant això, a la primavera de 1825 van ser denunciats, processaments i bandejats.
Escosura va tornar a Espanya el 1826 i va ingressar a l'Acadèmia d'Artilleria. Com a militar va participar en la guerra carlista a les ordres del general Luis Fernández de Córdova. A Madrid va prendre part activa en la vida cultural del moment i va estar entre els integrants de la famosa tertúlia literària romàntica del Parnasillo. Ell i Federico de Madrazo, juntament amb altres amics com Espronceda, van fundar i van dirigir el 1835 la revista El Artista, senyera del romanticisme espanyol, de la mateixa manera, també serà un dels integrants del Liceo Artístico y Literario de Madrid.
Partidari de la reina regent Maria Cristina davant del liberal progressista Baldomero Espartero, s'expatrià novament el 1840. Amb la caiguda del regent el 1843, Escosura va tornar a Espanya i es va afiliar al partit liberal moderat. Casat amb una actriu, va dirigir a Madrid el Teatro del Museo. El 1847 ingressà en la Reial Acadèmia de la Llengua.
Va ser ministre de la Governació amb Narváez. Posteriorment es va adscriure al partit progressista i es va destacar en la formació del centre parlamentari que va tenir lloc després de la Vicalvarada (1854). Durant el Bienni Progressista va ser Ministre de la Governació amb Espartero. L'actitud d'Escosura davant Leopoldo O'Donnell va provocar la dimissió de tot el gabinet, gràcies a la qual cosa va aconseguir que el poderós cap de la Unió Liberal creés per a ell el càrrec de comissari regi a les Filipines amb el sou de 200.000 pessetes anuals i altres assignacions. Després va ser diputat per la Unió Liberal (1866) i, encara que va tornar a ocupar escó al Congrés, la seva activitat política posterior a la Revolució de setembre, a la República i a la Restauració va ser poc significativa; va ser representant d'Espanya a Berlín (1872).
Va ser relativament famós com a dramaturg romàntic per la seva obra Bárbara de Blomberg, que tracta sobre la mare de Joan d'Habsburg i Blomberg i el conflicte de Carles V entre la fidelitat al seu amor i la seva responsabilitat. Altres obres dramàtiques seves són La Corte del Buen Retiro (1837), la segona part dle qual és También los muertos se vengan (1838), en les quals dona veu a famoses figures del Segle d'Or espanyol i on s'escenifiquen els amors del Comte de Villamediana amb la reina Isabel de Borbó, que acaben amb l'assassinat del Comte per ordre d'Olivares. L'obra dona cabuda a escenes costumistes i apareix, per exemple, una acadèmia poètica presidida pel rei i en la que participen Quevedo, Góngora, Villamediana i el mateix monarca. L'obra es va estrenar en ple apogeu de les Guerres carlistes i conté una gran lloança de la llibertat enfront de la monarquia absoluta; Higuamota (1838), d'afer americà, com també Las mocedades de Hernán Cortés (1844) i La aurora de Colón (1839). Més tardà és el drama històric Don Pedro Calderón (1867), fruit de la documentació i estudi que va haver de fer sobre aquest autor per editar les seves obres; pinta el dramaturg embullat en una complexa història amorosa de la qual surt per dedicar-se al sacerdoci. Entre les comèdies destaquen Las flores de don Juan i El amante universal.
Entre 1842 i 1844 es publica a París España Artística y Monumental, obra cimera del romanticisme espanyol, amb texts descriptius de Patricio de la Escosura i grans làmines del pintor Jenaro Pérez Villaamil.
També va escriure poemes narratius en els quals imitat el seu amic Espronceda, com la llegenda sobre els Comuners El bulto vestido de negro capuz (1835), i, influït per Walter Scott, diverses novel·les històriques o no, entre altres Ni rey ni Roque (1835), El Conde de Candespina (1832), El patriarca del valle (1846), Memorias de un coronel retirado (1868, autobiogràfica).
Com a novel·lista el seu tempo narratiu és bastant lent i no documenta prou les seves obres. Com a crític i investigador va publicar Estudios históricos sobre las costumbres españolas (1851), Manual de mitología (1845) i un estudi sobre el teatre de Pedro Calderón de la Barca: Ensayo crítico sobre la vida y el teatro de don Pedro Calderón, com a pròleg de l'edició del Teatro escogido del gran autor.

## Obres

### Estudis, assaigs i història
- España Artística y Monumental, París, 1842-1844, en casa de Alberto Hauser, nº 11 Boulevard des Italiens, varios tomos; ed. facsímil, Madrid: JdeJ Editores, 2010. ISBN 978-84-937744-6-2.
- Historia constitucional de Inglaterra, desde la dominación romana, 1830; 2.ª ed. 1860
- Memoria sobre Filipinas y Joló, redactada el 1863 y 1864, 1883
- Manual de mitología: compendio de la historia de los dioses, héroes y más notables acontecimientos (1845); ed. moderna Valladolid: Maxtor, 2005.
- "Ensayo crítico sobre la vida y el teatro de don Pedro Calderón"
- "Carta prólogo" a Francisco Cañamaque, Recuerdos de Filipinas (1877).

### Narrativa
- Ni rey ni roque: episodio histórico del reinado de Felipe II, año de 1595, 1835. Edición moderna: Dueñas (Palencia): Simancas, 2005, 2 vols.
- La conjuracion de México: ó los hijos de Hernán Cortes. Novela histórica, 1850
- Estudios históricos sobre las costumbres españolas: Novela original 1851
- El patriarca del valle: novela original, 1862. Ballesteros Dorado, Ana Isabel: Una novela-revista: El patriarca del valle, de Patricio de la Escosura (estudio y selección anotada). Palma, Calima, 2009.
- Memorias de un coronel retirado (1868, autobiográfica).
- El Conde de Candespina (1832)
- "Los desterrados a Siberia" (1839, cuento). En VV. AA., Artículo literario y narrativa breve del Romanticismo español, ed. María José Alonso Seoane, Ana Isabel Ballesteros Dorado y Antonio Urbach Medina, Madrid, Castalia, 2004, pp. 425-434.

### Teatre
- La corte del buen retiro: drama histórico en cinco actos escrito en verso, Madrid, Hijos de Doña Catalina Piñuela, 1837.
- Segunda parte de La corte del buen retiro, ó, También los muertos se vengan, drama histórico en cinco actos, escrito en diversos metros
- Barbara Blomberg: drama en cuatro actos, en verso, Madrid, Hijos de Doña Catalina Piñuela, 1837.
- Don Jaime el Conquistador. Drama histórico en cinco actos y en verso. Madrid, Imprenta de los hijos de Doña Catalina Piñuela, 1838.
- Higuamota: drama en cinco cuadros escrito en diversos metros, Madrid, Repullés, 1839.
- La aurora de Colón. Drama en cinco cuadros, escrito en diferentes metros, Madrid, Imprenta de Yenes, 1838.
- Las mocedades de Hernan Cortés: comedia histórica en tres actos, 1845
- Don Pedro Calderón: comedia en tres jornadas a imitación de nuestro teatro clásico, 1867. Ed. moderna por J. Álvarez Barrientos, Pamplona, Universidad de Navarra, 2000.
- La comedianta de Antaño: drama en tres actos, precedido de un prólogo, y concluido con un epílogo, 1867.
- Las noches lúgubres, drama romàntic inèdit manuscrit al Museo Lázaro Galdiano de Madrid.